# 遙かなる時空の中で2
『遙かなる時空の中で2』（はるかなるときのなかで2）は、2001年9月28日にコーエー（ルビー・パーティー）から発売された女性向け恋愛アドベンチャーゲーム。

## 概要
前作『遙かなる時空の中で』から100年後の世界が舞台。ゲームシステムは1作目を世襲。
前作は「摂関政治期」を模して作られたが、本作は「院政期」を模して作られており、八葉もそれぞれ「院」および「帝」の勢力に分かれて政治的にも激しく対立している（一部のキャラは院または帝寄りの中立）。

## ゲーム
遙かなる時空の中で2
2001年9月28日発売。Windows 95/98/Me用ソフト。動作保証のないXPでも、互換モードなら動作することもある（公式記述より）。
遙かなる時空の中で2
2002年2月28日発売。PlayStation 2用ソフト。
遙かなる時空の中で2
2005年6月30日発売。PSP用ソフト。
追加要素として新イベントを追加、全イベントを回想できるようになった。

## システム
八葉が最初から揃っていた前作と違い、本作では既に力を認められた龍神の神子が存在するため、主人公自ら八葉を探し、自分が龍神の神子だと証明しなければならない。政権争いで対立中の二派に八葉が分裂している影響で、八葉同士の絆も薄く、神子としての力の獲得も難しくなっているためゲーム序盤から中盤にかけては八葉から手厳しい態度を取られることもある。
主人公は、院と帝のどちらかの勢力下で日々を過ごすが、属する派は最初に出会った八葉で決まる。その勢力によって、キャラとの恋愛イベントが変化。同じ勢力ならば打ち解けるのも早く、進展も甘くなる。一方、自分と反対の勢力に主人公が属していると、神子の立場に懐疑的な態度を取る期間が長く、切ない雰囲気も混ざるのが特徴である。

## ストーリー
院と帝が貴族を巻き込み権力争いをし、人々が希望を失って「今浄土」を願う京に、現代女子高生の主人公が龍神の神子として召喚される。ところが、京には既に院に認められている龍神の神子・平千歳がいた。八葉として選ばれた男性達は、自分が八葉であることも主人公が龍神の神子であることも、信じようとしない。けれど、京を救うという使命のため、自分の世界へと帰るために頑張る主人公と接するうちに、彼らの心境も変化していく。

## 登場人物

### 主人公
高倉花梨（たかくら かりん）
声 - 川上とも子（ドラマCD・OVAにのみ声をあてている。ゲーム中の音声は無し）
16歳（誕生日設定によっては15歳）。身長160cm。象徴物：蒲公英。
現代では高校1年生。本作より「白龍」の神子という呼び名になるが、立場は前作と同様。プレイヤーキャラクターのため、選択肢で性格は若干変化するが、明るく何事にも前向きで誠実、かつ芯が強い。細かいことは気にしない大らかなタイプだが、勘が鋭い一面を見せる事も。（泉水・彰紋の関係性など）
紫姫以外の人間から神子としてまったく支持を受けない不利な立場のなかでも前向きな姿勢が徐々に八葉や周りの心を動かしていく。
髪は貴族の童と間違えられる短さで、歴代神子の中では幼い容姿の持ち主である。また、見ようによっては金髪にも見えるが、「鬼」に間違われることがないよう、設定上は茶髪。
異世界では、制服の上に鳥の子色の水干を着用。この水干の丈は本来長かったが、スカート丈に合わせて主人公自身が切ってしまい、深苑に叱られるエピソードがOVAで描かれている。

### 八葉
八葉はそれぞれ「院」と「帝」の二大勢力の片方に属するか、中立の立場にあり、主人公が最初にどちらにつくかで物語の視点が二分化する。

#### 院側八葉
源頼忠（みなもと の よりただ）
声 - 三木眞一郎
天の青龍。清和源氏の武士。
26歳。身長185cm。10月12日生まれ。A型。五行属性：木。八卦：巽。自然：風。象徴物：白梅。
院に仕える武士団の一人。無口で無表情な青年で感情表現が苦手だが、内面は実直かつ温厚で誠実。滅多な事では感情を露わにしないが、深苑や勝真の言葉には気色ばむ様子を見せる。数年前、剣の師匠が内裏における刃傷沙汰を犯し、追われる身となる。頼忠はそれを発見するが、私情に負けて師匠を匿う。だが、まもなく事実が発覚。処断される師匠を庇い、自分も背中に深手を負った。武士団を裏切り、師匠を自害に追いやった自分に深い罪悪感と後悔を抱いた。それ以来、主の命令にただ従えばいいという考え方に固執し、自らの意思で行動することを避け、死に場所を求めて生きている。
イサト
声 - 高橋直純
天の朱雀。「院よりの中立」で僧兵見習い。
17歳。身長172cm。7月31日生まれ。O型。五行属性：火。八卦：離。自然：火。象徴物：蓮華。
面倒見がよく活発な少年。直情的で怒りやすいがさっぱりした気質で頼れるため、子供達から兄貴分として慕われている。世俗に対して冷めた一面を持つ。数年前に起こった大火事で多くの親類を亡くした。その際、貴族だけを選んで救出し、助けられる可能性のあった平民を見殺しにした貴族との確執を感じ、毛嫌いするようになる。乳兄弟だった勝真とも疎遠になってはいるが、自分を助けてくれた事もあって彼の事は気にかけている様子。火事以来、両親は縁のあった貴族の屋敷を離れて仏門に帰依し、兄達は僧兵となるべく修行を始めた。イサト自身は、世話になっている寺院の使いを務め、健脚を生かし京を走り回っている。
藤原幸鷹（ふじわら の ゆきたか）
声 - 中原茂
天の白虎。中納言・検非違使別当。
23歳。身長177cm。1月15日生まれ。A型。五行属性：金。八卦：乾。自然：天。象徴物：秋桜。
摂関藤原家の跡取りで検非違使別当と中納言を兼任する役人。仕事熱心で、知識欲が強く生真面目。どんなときでも冷静な視点で物事を見ようと心掛けている。穏やかで人当たりはいいが、翡翠に対しては過去の因縁もあってか感情的になりやすい。漫画版では翡翠との接点が描かれ、その際、翡翠の船の船員から「石頭」と言われた。
実は主人公同様、京生まれではなく現代から7年前に召喚された人間。当時15歳だった彼を救った藤原家の北の方が、実の母として面倒を見てくれ、本人の利発な頭脳も手伝い順調に昇進した。京の戸籍上、同じ藤原姓であり、星の一族である紫たちとは、親戚である。
現代における記憶は召喚直後に泰継によって封印されたが、恋愛イベントによって記憶が戻る。現代では、若くしてアメリカの大学を出たほど優秀だった。実の両親は学者、10歳上の兄と9歳上の姉がいた。
源泉水（みなもと の もとみ）
声 - 保志総一朗
天の玄武。式部大輔。
19歳。身長168cm。6月28日生まれ。A型。五行属性：水。八卦：坎。自然：水。象徴物：水仙。
村上源氏の貴族で式部省の役人。母が降嫁した内親王。異母兄が1人いる。母から、他人の邪魔にならないようにと育てられ、必要以上に控えめに振舞う。繊細で傷つきやすいが「役に立ち、必要とされたい」という願望も強い。自分を卑下しがちであるが、他人にはとても優しさを持って接し、花梨をまだ神子だと認められない内も、戸惑いつつも、彼女に優しく接する。笛の名手として有名で、彼の笛の音を賞賛した院から笛を賜っている。
実は院の実子で、彰紋の異母兄。ただ、本人はその事実を知らない（彰紋は知っている）。19年前、彼の母（正確には育ての母かつ叔母で、院の異母妹）が、自分の同母兄である親王たちを蔑ろにした院を怨み、復讐しようと、自分の血を引く息子を帝位に就けることで、自身が支配者になろうと企み、同じ時期に自分の産んだ和仁と泉水をすり替えた。一方、院の実子として育てられた和仁は、自分を溺愛し優しく接する叔母が実の母であり、利用されているとは知らないまま、彼女に心を許し、その甘言に釣られてますます野心を燃やすことになる。泉水が自分を過小評価しがちなのは、成長過程の母からの圧力と心理的虐待が原因。

#### 帝側八葉
平勝真（たいら の かつざね）
声 - 関智一
地の青龍。文官（京職少進）。
20歳。身長182cm。4月18日生まれ。B型。五行属性：木。八卦：震。自然：雷。象徴物：柳。
平千歳の兄。平氏の下級貴族の役人。口が悪く短気で、群れるのを好まない一匹狼。京職としての仕事は検非違使に奪われたものの（そのことで、検非違使別当である幸鷹を一方的に敵視している）、庶民のため巡回に勤しんでいる。数年前の大火事の際、一緒に遊んでいたイサトを庇って建物の下敷きになり、隙間に閉じ込められた。人々の恐怖の叫びに晒されながら死の恐怖を感じたことが強いトラウマとなり、後に閉所恐怖症となる。建物の崩落寸前、家族が手配した平氏の武士によって救助される（勝真の危機を察知し両親に知らせたのは、黒龍の神子に選ばれていた千歳）。だが、勝真だけを助け庶民を救うことなく撤退した、平氏達を含む血筋重視の貴族に落胆と憤りを募らせ、指示出来なかった自分をも責めた。乳兄弟で幼馴染だったイサトには、火事以来負い目を感じて今に至る。千歳が龍神の神子になったことで出世出来るのでは、と期待する家族を軽蔑している。
彰紋（あきふみ）
声 - 宮田幸季
地の朱雀。東宮。
16歳。身長164cm。3月4日生まれ。O型。五行属性：土。八卦：坤。自然：地。象徴物：海棠。
現帝の弟で、東宮。次期帝という立場ながら驕ったところがなく、どのような相手にも優しく接する。わずか2歳で東宮に立坊して以来、理想的な東宮と称えられる一方で、髪の色の薄さから「鬼のような外見で東宮に相応しくない」と陰口も叩かれている。だが、自分の行動の一つ一つが周囲に大きな影響を与えることを理解しており、何事にも冷静に対処する。人々が幸せになれるよう努める反面、自分のことは重視しない傾向もある。主人公を天女と誉めそやすロマンチストな少年。京の民のことを心配しつつも、宮中の人間なので京のことを詳しくは知らない。和仁の秘密を知っているが、口外はせずに状況を見守る。雅な性格で香合わせを得意としているが、泉水とは逆に笛が苦手。
翡翠（ひすい）
声 - 井上和彦
地の白虎。「帝よりの中立」で海賊。
31歳。身長183cm。5月24日生まれ。B型。五行属性：金。八卦：兌。自然：沢。象徴物：梔子。
伊予を根城とする海賊の頭領。教養が高く優雅なプレイボーイ。自由気ままで飄々としており、何を考えているのかわかり難い。関心の持てないことには手を貸さない主義で、干渉を嫌い、時折さらりときついことを言う。反面、興味をそそられたことには、おもしろ半分にでも関わっていき、漫画版では伊予に赴任したばかりの幸鷹の元へ、部下1人だけと共に乗り込んでいった。
貴族の流れを汲む血筋で、先代（前作）の地の白虎の橘友雅の分家筋でもあるが、本家が断絶しているため、政治の表舞台に上がる身分はなくなっている。彼が海賊の立場に就いたのは、国司で伊予の国に派遣された橘の者が海賊になったためである。DSソフト「夢浮橋」で橘 雅弘（たちばなのまさひろ）が本名と発覚する。
安倍泰継（あべ の やすつぐ）
声 - 石田彰
地の玄武。「帝よりの中立」で陰陽師。
21歳。身長179cm。9月9日生まれ。AB型。五行属性：土。八卦：艮。自然：山。象徴物：露草。
前作の泰明と同じ出自の陰陽師。作られてから90年以上経っているが、90日活動して90日睡眠するという活動周期に加え、成長速度が遅いため外見は若いままである。理知的で事実と本音だけを述べる性格のため、冷たい人間という印象を与える。有能な陰陽師だが、本人は先代の地の玄武より能力が低いと思い込み、力の差を気にしている。8年前、現代から京へ召喚された幸鷹に記憶操作を行ったのも彼。そのため、口にはしないが、あまり関わりたくないと思っている。

### 星の一族
龍神の神子を補佐する一族で、前作の藤姫の子孫にあたる双子の兄妹。また、戸籍上は天の白虎・藤原幸鷹の親戚筋にあたる（前記した通り、幸鷹が京の人間ではないため、血の繋がりは一切ない）。共に10歳。身長135cm。6月10日生まれ。O型。象徴物：紫苑。
藤原紫（ふじわら の ゆかり）
声 - 大谷育江
深苑以外からは「紫姫」と呼ばれる。占いが得意。最初から主人公のことを龍神の神子だと信じている唯一の存在。使命感が強く、真面目。周囲への気遣いを忘れない心優しい性格だが、心配性で思い詰めやすい一面もある。主人公の助けになろうと努めながらも、時折年相応に無邪気な反応も見せる。また、早くに両親を亡くしており、その事がより一層自分の使命を意識させる結果となる。
藤原深苑（ふじわら の みその）
声 - 大谷育江
年齢よりも大人びており、優秀だが、極めて権威主義的で身分の低い相手には尊大。主人公に対してもあまり協力的ではない。秘密裏にある人物と接点を持つ。大切に思う妹の「姫としての幸福」を最優先に考え、紫のために自分に出来ることを模索している。両親が亡くなって居ないため、妹の為にもしっかりして守らなければならないと思っている。

### 黒龍の神子関係者
院の勢力に属しており、院の認める神子を支持する。
平千歳（たいら の ちとせ）
声 - 桑島法子
15歳。身長150cm。1月7日生まれ。B型。
勝真の妹で、院に認められている龍神の神子。儚げな容姿とは対照的に、揺るぎない意志を持ち実行に移す頑なな少女。小さい頃から強い霊力を持っていたため、勝真を除く家族からは気味悪がられていたが、彼女が龍神の神子に認められた時期を境に、家族の態度は一変する。院の保護の下、泉殿で一人京の為に祈り続けているが、本心は共に運命に立ち向かう仲間を切望しており、自身に助言してきたアクラムの言葉を疑いながらも彼の助言に耳を貸してしまい花梨同様利用されてゆく。
和仁（かずひと）
声 - 浅川悠
19歳。身長163cm。7月3日生まれ。A型。象徴物：孔雀の羽。
現帝のすぐ下の異母弟で、彰紋の異母兄。尊大でかんしゃく持ち。子供っぽく僻みの強い性格でわがままに振舞うことが多く、血筋に対する高い自尊心から、他人を総じて見下す傾向が強い。自分こそが東宮になるべき存在だと思い込んでおり、現東宮の彰紋を妬み、憎んでいる。彼の出自については泉水の項を参照。
源時朝（みなもと の ときとも）
声 - 石井康嗣
35歳。身長193cm。11月16日生まれ。O型。
和仁の後見人。院から和仁の後見を頼まれ、和仁の言うことには全て従う。内心では和仁の野望に疑問を感じるものの、優しい性格ゆえに主をいさめることはできず、彼への忠義と良心の狭間で苦悩している。

### 龍神関係者
龍神
声 - 石塚運昇
主人公を「異世界の京」に呼び寄せた存在。「白龍」という陽の側面と「黒龍」という陰の側面があり、陰陽が相和して「応龍」となる。一般的に言われる「龍神」とは「白龍」のこと。
アクラム
声 - 置鮎龍太郎
26歳。身長182cm。12月4日生まれ。AB型。象徴物：蜘蛛の巣。
主人公の前に何度も現れる仮面の謎の男。その正体は100年前、先代の龍神の神子と八葉に敗れた鬼の一族の首領である。退廃的な思考の持ち主で、全て滅んでしまえばいいと願っている。花梨と千歳を利用し、京の破壊を目論む。前作のように敵意を露にする場面はなく、印象が柔軟になった。
シリン
声 - 川村万梨阿
24歳。身長170cm。3月7日生まれ。B型。
院のお気に入りとされる白拍子。鬼の一族。千歳を龍神の神子として院に引き合わせるなど、彼女のために動き回る反面、本人はその事実を否定しており、言動に矛盾がある。前作同様アクラムを恋い慕っており全ては彼の為と発言するが実は前作の終盤の戦いの中、黒龍の力を求めたアクラムにその力の代価として黒龍の意思に従うと言うことをアクラムが拒否したため彼を庇ったシリンがその影響を強く受けている。

## スタッフ
- 総括 - ルビー・パーティー（コーエー）
- キャラクターデザイン - 水野十子

## 関連商品

### OVA
- 遙かなる時空の中で2〜白き龍の神子〜（メイキング上巻・中巻・下巻）
- 遙かなる時空の中で2〜白き龍の神子〜 DVD全巻セット

### CD
ドラマCD
- 遙かなる時空の中で2 〜刻の封印〜壱〜
- 遙かなる時空の中で2 〜刻の封印〜弐〜
- 遙かなる時空の中で2 〜刻の封印〜参〜
- 遙かなる時空の中で2 〜刻の封印〜四〜
- 遙かなる時空の中で2 〜残照の栞〜
- 遙かなる時空の中で2 〜夕影の栞〜

バラエティCD
- 遙かなる時空の中で2 〜雪月花〜
- 遙かなる時空の中で2 〜花鏡〜
- 遙かなる時空の中で2 〜紅葉舞〜
- 遙かなる時空の中で2 小春日和

音楽・ボーカルCD
- 遙かなる時空の中で2 〜秋草の調〜
- 遙かなる時空の中で2 〜花をとめ〜
- 遙かなる時空の中で2 スペシャル うしろ向きじれっ隊
- 遙かなる時空の中で2 紅葉舞 〜夢の通ひ路〜

### 書籍
攻略本（コーエー出版発行）
- 遙かなる時空の中で2 ハンドブック（Windows版対応）
- 遙かなる時空の中で2 コンプリートガイド（PS2版対応）
- 遙かなる時空の中で2 エキスパートガイド（PS2版対応）
- 遙かなる時空の中で2 ガイドブック（PSP版対応）
- 遙かなる時空の中で2 メッセージコレクション上
- 遙かなる時空の中で2 メッセージコレクション下

設定資料集（コーエー出版発行）
- 遙かなる時空の中で2 オフィシャルガイド
- 遙かなる時空の中で2 メモリアルブック 八葉花伝

小説（コーエー出版発行）
- 小説 遙かなる時空の中で2 近藤史恵著
- 小説 遙かなる時空の中で2 八葉幻夢譚（はちようげんむたん） 近藤史恵著

コミック・イラスト集（上二種は白泉社発行・水野十子著。下四種はコーエー出版発行）
- 遙かなる時空の中で2 LaLa（2001年12月号と2002年1月号に前後編で掲載・単行本6巻に収録）
- 遙かなる時空の中で イラスト集
- コミック 遙かなる時空の中で2 カーニバル全4巻
- コミック 遙かなる時空の中で パラレルカーニバル1〜3
- 遙かなる時空の中で ビジュアルセッション
- 遙かなる時空の中で2 八葉ビジュアルブック

### その他
- 遙かなる時空の中で2 〜恋絵巻〜：2002年9月12日発売。デスクトップアクセサリ。
- 遙かなる時空の中で2 〜龍神絵巻〜：2006年2月14日配信開始。オンラインノベル。

## 舞台
2011年6月に東京にて舞台「遙かなる時空の中で2」が公演された。また、2012年5月30日から6月3日まで再演が行われた。

### スタッフ
- 原作 - コーエー
- 脚本 - 山田由香
- 脚色・演出 - キタムラトシヒロ
- 音楽 - 藤澤健至

### キャスト
高倉花梨：平田薫
源頼忠：石橋脩平（初演）/ 成松慶彦（再演）
平勝真：加藤慶祐（初演）/ 土井一海（再演）
イサト：苅羽悠
彰紋：植田圭輔
藤原幸鷹：染谷俊之
翡翠：JIN　
源泉水：松村泰一郎
安倍泰継：加藤良輔（初演）/ 八戸亮（再演）
藤原紫：中島愛里
藤原深苑：能登有沙
アクラム：汐崎アイル
シリン：小野麻亜矢
平千歳：黒須あゆ美
邪香妃：真山奈緒
惨魏：中村英司